# Thierry Mulhaupt
Thierry Mulhaupt, né le 11 octobre 1963 à Colmar, est un chocolatier-pâtissier alsacien. Il fait partie de l’Association Relais Desserts International.

## Biographie
La famille de Thierry Mulhaupt travaille dans le domaine de la boulangerie depuis cinq générations. Enfant, il aide ses parents à la boulangerie familiale de Merxheim, près de Colmar, puis s’oriente vers la pâtisserie, devenant Meilleur Apprenti pâtissier de France en 1981, à 18 ans, et meilleur apprenti pâtissier du monde l'année suivante.
Thierry Mulhaupt continue sa formation auprès des Maisons Malitourne, Dalloyau ou encore La Tour d'Argent. Passionné d’art contemporain, Thierry Mulhaupt fréquente, entre 1982 et 1985, les Beaux-arts et les Arts Déco. 
Thierry Mulhaupt s’installe en Alsace en 1991. Il y possède aujourd’hui 3 boutiques et un laboratoire de production.
Il fait partie de l'Association Relais Desserts International depuis 2003.
Il est intéressé par le vin, la cuisine et l'art.

## Distinctions
- Meilleur Jeune Pâtissier de France à 18 ans (1981 - Paris)
- Meilleur Jeune Pâtissier International à 19 ans (1982 - Barcelone)
- Prix Jean-Louis Berthelot (1984 - Paris)
- Premier Prix aux Olympiades de la Gastronomie (1984 - Francfort)
- Meilleur Pâtissier de France (1996 - Champérard)
- Marianne du Meilleur Kougelhopf (1998 - Saveurs de France)
- 3 tablettes au Guide des Croqueurs de Chocolat (1998)
- Chocolatier de l'année 2002 (Guide Pudlowski)
- Pâtissier de l'année 2011 (Guide Pudlowski)